# Малейки (остановочный пункт)
Малейки — остановочный железнодорожная пункт Киевской дирекции Юго-Западной железной дороги на линии Чернигов—Овруч, расположенная северо-восточнее села Малейки (Черниговская область, Украина).

## История
Станция Малейки открыта в 1944 году на действующей ж/д линии Чернигов—Овруч, участок линии Чернигов—Славутич электрифицирован в 1988 году. Ранее была станцией с функционирующим вокзалом, затем переведена в категорию остановочных пунктов.

## Общие сведения
Станция представлена боковой и островной платформами. Имеет 2 пути. Нет здания вокзала.

## Пассажирское сообщение
Ежедневно станция принимает пригородные поезда сообщения Чернигов—Неданчичи, один поезд Неданчичи—Киев-Волынский, по субботам Чернигов—Иолча.